# جمعية علم الثدييات البحرية
جمعية علم الثدييات البحرية (بالإنجليزية: Society for Marine Mammalogy)‏ هي أكبر جميعةٍ دوليةٍ لعلماء الثدييات البحرية في العالم، وكانت قد تأسست في عام 1981.

## روابط خارجية
- الموقع الرسمي